# Cornel Penu
Cornel Penu, född 16 juni 1946 i Galați, Kungariket Rumänien, är en rumänsk tidigare handbollsmålvakt.
Han var med och tog OS-brons 1972 i München och därefter OS-silver 1976 i Montréal.